# Спатару (Бузау)
Спатару (рум. Spătaru) насеље је у Румунији у округу Бузау у општини Костешти. Oпштина се налази на надморској висини од 83 m.

## Становништво
Према подацима из 2002. године у насељу је живело 1010 становника.

### Попис2002.
| Расподела становништва по националности 2002.‍ | Расподела становништва по националности 2002.‍ | Расподела становништва по националности 2002.‍ | Расподела становништва по националности 2002.‍ | Расподела становништва по националности 2002.‍ |
| --------------------------------------------- | --------------------------------------------- | --------------------------------------------- | --------------------------------------------- | --------------------------------------------- |
|                                               |                                               |                                               |                                               |                                               |
| Румуни                                        | Румуни                                        |                                               | 996                                           | 98,6%                                         |
| Роми                                          | Роми                                          |                                               | 5                                             | 0,5%                                          |
| Грци                                          | Грци                                          |                                               | 9                                             | 0,9%                                          |